# 576p

一般的なビデオ解像度（HDTVと比較したPAL）

576pは、ビデオディスプレイの解像度の省略名。Pはプログレッシブスキャンを表す。非インターレースの576は、垂直解像度が576ピクセルを表し、通常は関係の態様に応じて、水平解像度が768または1024になる。VHSからデジタルに変換する際のデフォルトの品質として576p品質が決定された。576pは、PALビデオの標準画質映像と見なされる。フレームレートは、文字の後に明示的に指定できる。

## 解像度ピクセル
16：9 576p = 1024x576
4：3 576p = 768x576
3：2 576p = 864x576

## ラインスキャン
i：インターレーススキャン576i p：プログレッシブスキャン576p 。 PALまたはSECAMのみ

## 576p25
576p25のフレームレートは毎秒25フレームであるため、576iと同じ帯域幅を使用し、同じ量のピクセルデータを伝送する。そのため、576p25は標準解像度と見なされる。アナログPALまたはSECAMシステムで使用でき、固有のフレームに対応する両方のインターレースフィールドを備えた576i信号として転送できる。PALplusは、「映画」モードの信号旗を介してそれをサポートする。また、主要なデジタルテレビ形式であるATSCとDVBの両方、およびDVDで転送することもできる。

## 576p50
時間分解能が2倍になると、インターレースフレームと同じように画像が拡大縮小されるかどうかに関係なく、576p50は拡張解像度テレビ（ EDTV ）と見なされる。オーストラリアなどの一部の国では、576p解像度標準は技術的に高解像度と見なされ、スペシャル・ブロードキャスティング・サービス（SBS TV）で使用されていた（16：9フォーマットのアスペクト比は1.468）が、最終的には720pに置き換えられた。
- 定義デジタル・サブチャネル; SBSは後で1080iを使用するように変更された。セブン・ネットワークは当初、高解像度サブチャネルに576pを使用していましたが、現在は代わりに1080iを使用している。
フレームを2倍にする機能がないディスプレイデバイスの場合（ちらつきを避けるために）、ブロードキャストでフレームが2倍になる（25フレームソースから）。ワイドスクリーン16：9マテリアルでは、拡大縮小されていない1024幅ではなく、720ピクセルに収まるように縮小された幅のみ使用される。SMPTE 344Mは、BT.601の2倍のデータレートで576p50標準を定義し、16 x576の水平ブランキングピクセルを備えた704×576のアクティブピクセルを使用する。

### テレビ
- EDTV 、
- LDTV 、 VCD 、 モバイルテレビ（英語版）
- HDTV 、 HD DVD 、 DVD 、 HDV
- SDTV 、 SVCD 、 BD 、 DV